# Rigarda
Rigarda település Franciaországban, Pyrénées-Orientales megyében. Lakosainak száma 700 fő (2022. január 1.). Rigarda Vinça, Rodès, Glorianes és Joch községekkel határos.

## Népesség
A település népessége az elmúlt években az alábbi módon változott:
| Lakosok száma | 632  | 656  | 652  | 641  | 634  | 648  | 678  | 703  | 700  |
|               | 2013 | 2015 | 2016 | 2017 | 2018 | 2019 | 2020 | 2021 | 2022 |